# Aldo Gorfer
Aldo Gorfer (Cles, 22 settembre 1921 – Trento, 12 giugno 1996) è stato un giornalista e scrittore italiano, che si è interessato in particolare della storia e dei costumi del Trentino.

## Biografia
Nato a Cles in Val di Non, si laureò in lettere ed iniziò la sua carriera come giornalista presso Il Popolo Trentino, giornale cattolico fondato e diretto da Flaminio Piccoli.
Successivamente Aldo Gorfer divenne inviato speciale de l'Adige, viaggiò sia in Italia sia all'estero e mantenne quel ruolo dal 1951 al 1977. 
In seguito a problemi di salute si ritirò dal giornalismo attivo ma continuò ad interessarsi alla vita della comunità ed a scrivere i libri per i quali nel frattempo si era fatto conoscere.
La sua produzione letteraria è incentrata principalmente nella descrizione delle valli, dei castelli e dei luoghi del Trentino. Una sua pubblicazione è stata dedicata alla Cecoslovacchia, e riporta le sue osservazioni di inviato in quel Paese.

## Opere
- Le valli del Trentino: guida geografico-storico-turistica, Trento, Ente provinciale per il turismo, 1959.
- Le valli del Trentino: guida geografico-storico-artistico-ambientale: Trentino occidentale, Calliano (Trento), Manfrini, 1975, OCLC 876639446, SBN MOD0163021.
- Le valli del Trentino: guida geografico-storico-artistico-ambientale: Trentino orientale, Calliano (Trento), Manfrini, 1975, OCLC 637057987, SBN TSA1415530.
- Trento. Città del Concilio. Ambiente, storia e arte di Trento e dintorni, Gardolo (Trento), Arca, 1963, ISBN 8888203109.
- Guida dei castelli del Trentino, Trento, Saturnia, 1965, SBN RAV0052128.
- Rovereto e la Valle Lagarina, Trento, Saturnia, 1994, SBN BVE0066338.
- con Flavio Faganello, Gli eredi della solitudine. Viaggio nei masi di montagna del Tirolo del sud, Verona, Cierre, 2003, ISBN 978-88-83142055.
- (DE)  Die Erben der Einsamkeit. Südtiroler Bergbauern – Leben am Abgrund. Mit Fotografien von Flavio Faganello. Athesia, Bolzano, 2024, ISBN 978-88-6839-694-7.
- con Flavio Faganello, Solo il vento bussa alla porta, Trento, Saturnia, 1981, OCLC 797023582, SBN TO00840327.

## Riconoscimenti
Ad Aldo Gorfer è stata intitolata la Scuola Primaria di primo grado in via Solteri a Trento.